# Râul Valea Mare, Căpuș
Râul Valea Mare este un curs de apă, afluent al râului Căpuș. 